# Tetracme glochidiata
Tetracme glochidiata är en korsblommig växtart som först beskrevs av Viktor Petrovitj Botjantsev och Aleksei Ivanovich Vvedensky, och fick sitt nu gällande namn av M.G. Pachomova. Tetracme glochidiata ingår i släktet Tetracme och familjen korsblommiga växter. Inga underarter finns listade i Catalogue of Life.